# Eresing
Eresing este o comună din landul Bavaria, Germania.

## Monumente
- Mănăstirea Sankt Ottilien